# قطعنامه ۱۴۹۹ شورای امنیت
قطعنامه ۱۴۹۹ شورای امنیت سازمان ملل متحد که در تاریخ ۱۳ اوت ۲۰۰۳ تصویب شد، سندی بین‌المللی دربارهٔ اوضاع در مورد جمهوری دموکراتیک کنگو است. این قطعنامه طی نشست ۴۸۰۷ام با ۱۵ رای موافق، ۰ مخالف و ۰ ممتنع تصویب شد.